# Керуаль, Луиза Рене де
Луиза Рене́ де Керуа́ль (фр. Louise Renée de Kérouaille; 6 сентября 1649 — 14 ноября 1734, Париж) — фаворитка Карла II, политическая авантюристка.

## Биография

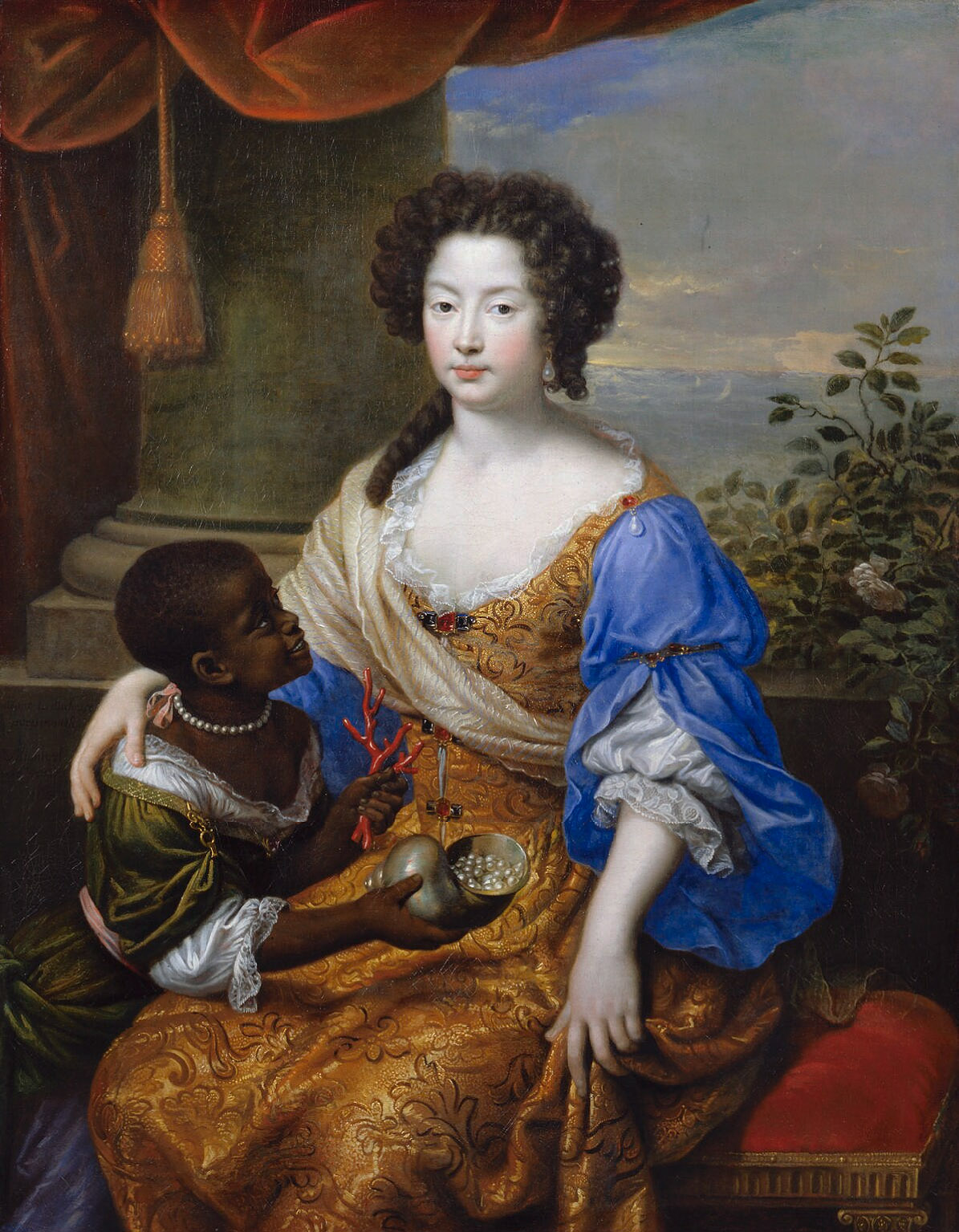
Портрет кисти Пьера Миньяра

Родилась в Бретани 6 сентября 1649 года в семье сеньора Керуаль, Гийома де Пенансо и его жены Мари де Плуэ.
Она стала придворной дамой сестры короля Карла II, Генриетты Орлеанской. Людовик XIV отправил её в Англию вместе с Генриеттой с целью привлечь на свою сторону Карла II. В Англии она стала фрейлиной супруги короля Екатерины Брагансской и его фавориткой.

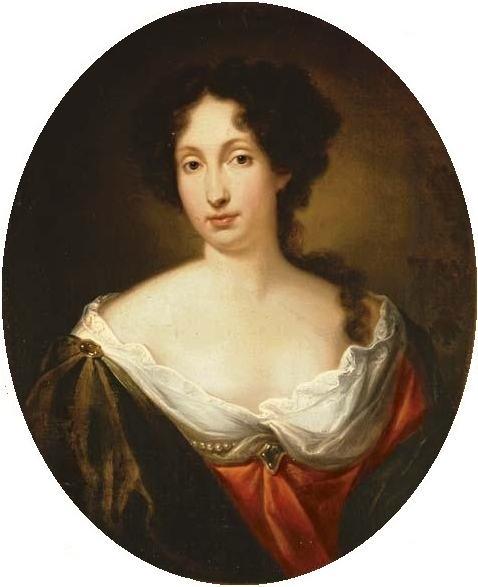
Портрет кисти Симона дю Буа 1683 года

В 1672 году от Карла II родила незаконнорождённого сына Чарльза Леннокса, который получил от отца в 1675 году титулы герцога Ричмонда и герцога Леннокса. В 1673 году получила титул герцогини Портсмутской, графини Фарелзамской и баронессы Петерсфилдской, а от Людовика XIV — герцогини д’Обиньи. При английском дворе она была проводницей французского влияния и, благодаря расположению к ней короля, добивалась отставки неугодных Людовику XIV лиц.
В Англии её ненавидели и парламент даже требовал её высылки. После смерти короля Карла II, в правление его брата Якова II впала в немилость и в 1688 году она вернулась во Францию.
Присутствовала в 1714 на коронации Георга I, посетив Англию во второй раз после того, как покинула страну.
Прожила долгие годы во Франции, получала пенсию, но при этом имела много долгов.
Умерла в Париже 14 ноября 1734 года в возрасте 85 лет, на 11 лет пережив единственного сына. После смерти Луизы её внук, 2-й герцог Ричмонд, унаследовал титул д’Обиньи.
Нынешний род герцогов Ричмондов является его потомками, также её потомками являются члены британской королевской семьи: принцесса Диана, королева Камилла и герцогиня Сара, а также их дети и внуки.